# Driek van Vugt
Dirk (Driek) van Vugt (Tilburg, 22 januari 1980) is een Nederlands politicus voor de SP.
In 1998 en 1999 zat hij in de gemeenteraad van Leiden. In die tijd voerde hij met succes actie met studenten en Leidenaren voor een vervangende voorziening toen de in Leiden populaire en veelgebruikte universitaire mensa 'De Bak' werd gesloten. Van 1999 tot 2003 was hij gekozen als lid van de Eerste Kamer voor de SP. Hij was bij zijn aantreden met 19 jaar Nederlands jongste Kamerlid ooit en moest Kamervergaderingen zo nu en dan verzuimen in verband met tentamens.
Aanvankelijk bestond er scepsis onder de veel oudere andere leden, maar Van Vugt bereidde zijn betogen goed voor, ontwikkelde een eigen spreekstijl met normaal woordgebruik en dwong op die manier toch een zeker respect af. Naar eigen zeggen hoopten de andere leden dat hij onderdeel van het instituut zou worden en daardoor minder kritisch, maar lukte dat niet. Integendeel, andere sprekers begonnen door zijn aanwezigheid vaker over jongeren omdat ze niet wilden dat hij het alleenrecht op dat onderwerp kreeg.
Van Vugt werd in 1999 aangehouden door de politie bij een poging om een bouwlocatie van de Betuweroute te bezetten. In 2000 werd hij opgepakt bij een demonstratie tegen de nucleaire politiek van de Franse president Jacques Chirac. Hij werd veroordeeld tot een boete van vijftienhonderd gulden, waarvan vijfhonderd voorwaardelijk. Middels de actie 'Een piek voor Driek' betaalden SP-leden en sympathisanten gezamenlijk deze boete in losse guldens.
Van 2003 tot 2007 was Van Vugt bestuurslid van de SP. Ook was hij vanaf 2003 de eerste voorzitter van de vereniging ROOD, jongeren in de SP, tot hij in 2005 deze functie overdroeg aan Renske Leijten.
In 2005 keerde Van Vugt terug in de Leidse gemeenteraad, waar hij samen met Hans Hendriks de twee opgestapte SP'ers Paul Day en Birgitta Dolfing verving. Twee maanden later stelde hij wegens persoonlijke redenen zijn zetel ter beschikking aan de SP.
Van januari 2009 tot de zomer van 2010 maakte Van Vugt weer deel uit van het partijbestuur van de SP, als regiovertegenwoordiger van de regio Zeeland. Later werd hij docent maatschappijleer op Het Goese Lyceum.Pontes Oranjeweg
- Parlement.com: vg09llkv5tzd